# تخم‌مرغ سیب‌زمینی
تخم‌مرغ سیب‌زمینی یا یرالما یومورتا ترکیبی از تخم‌مرغ پخته و سیب‌زمینی پخته، یکی از چاشت‌ها و میان‌ وعده‌ها و غذاهای خیابانی است که در منطقه آذربایجانِ ایران طرفداران زیادی دارد.
این میان‌وعده در تبریز و ارومیه به‌عنوان یک غذای مقوی برای صبحانه و عصرانه با افزودنی‌هایی مانند پودر نعناع، پودر گل محمدی، روغن حیوانی یا کره و نمک همراه با نان و پیاز نیز صرف می‌شود. این غذا در ارومیه اکثراً با نان سنگک و در تبریز با نان لواش عرضه می‌گردد.
یرالماکبابی یکی از غذاهای محلی
شهر ارومیه و برخی شهرهای منطقه آذربایجان می‌باشد و به‌عنوان برند غذایی این شهر (ارومیه) نیز مشهور است.
اگر شما ارومیه نیز سفر کرده باشید حتماً در خیابان اصلی شهر کوچه یرالماکبابی را دیده‌اید یا در نقاط مختلف شهر اغذیه‌فروشی‌هایی با عنوان یرالماکبابی یا وانت‌بارهایی که در کابین خود «یئرالماکبابی» آماده می‌کنند مواجه شده‌اید. یئرالماکبابی معروف‌ترین غذای خیابانی ارومیه است و ساندویچی است که با سیب‌زمینی کبابی و تنوری شده یا آب‌پز و (به‌صورت دلخواه بعضاً همراه با تخم مرغ آب‌پز) و سبزی خوردن و کره آب شده تهیه می‌شود.

## واژه‌شناسی و پیشینه
یرالما (نوشتار ترکی: یئرالما Yeralma) در زبان ترکی آذربایجانی به معنی سیب‌زمینی است که به دلیل پخت کبابی آن در تنور به یرالماکبابی مشهور شده است و یکی از تغذیه‌های سالم آذربایجانی است.
یرالماکبابی یکی از غذاهای محلی ارومیه است که از دیرباز در این شهر به‌صورت سنتی عرضه شده است. این غذا یک لقمه بزرگ سیب‌زمینی با سبزیجات و ادویه فراوان است که سیب‌زمینی آن در نمک داغ کباب شده است. این غذا را در کوچه‌پس‌کوچه‌های خیابان‌های قدیمی شهر ارومیه، مثل خیابان‌های اصلی پیدا می‌کنید. قدیمی‌ترین این مغازه‌ها مغازه‌ای ۶۰–۷۰ ساله است که در کوچه‌ای معروف به یئرالماکبابای کوچه‌سی نرسیده به پیاده‌راه (به ترکی: دؤشمه) قرار دارد. حسن آیرانچی و میرعلی میری از یئرالماکبابی فروشی‌های معروف این شهر بودند.

## ترکیبات
یرالماکبابی معمولاً در اغذیه‌فروشی‌هایی با عنوان یرالماکبابی ارائه می‌شود.
- سیب‌زمینی (یرالما) (که در تنور به‌صورت کبابی پخت شده است)
- کره محلی
- سبزی
- گوجه فرنگی
- خیارشور
- تخم‌مرغ به‌صورت دلخواه و همراه با یرالما داخل نان سنگک قرار داده می‌شود.
- دوغ محلی
- ادویه

## طرز تهیه یرالماکبابی خانگی
مرحله اول آماده کردن یرالماها (سیب‌زمینی‌ها): سیب‌زمینی‌ها (به تعداد لازم) را بشویید و بعد از خشک کردن، داخل قابله‎ای آلومنیومی که داخل آن، به اندازه ۲–۳ سانتی‌متر نمک یا قلوه سنگ ریخته‌اید قرار دهید. حرارت را متوسط کنید و ۲۰ تا ۳۰ دقیقه زمان نیاز است تا سیب‌زمینی‌ها نرم شوند و بپزند.
به دلخواه (اگر می‌خواهید همراه سیب‌زمینی، تخم‌مرغ هم سر کنید)، هم‌زمان تخم‌مرغ‌ها را هم آب‌پز کنید. تخم‌مرغ‌ها را در یک قابلمه کوچک بگذارید و روی آن‌ها را با آب بپوشانید. روی حرارت زیاد بگذارید تا آب بجوشد. حرارت را کم کنید و در قابلمه را به مدت ۴ تا ۵ دقیقه بگذارید. اگر ترجیح می‌دهید زرده‌تان خیلی نرم نباشد، آن را به مدت ۶ تا ۸ دقیقه بپزید. پس از این مدت، تخم‌مرغ‌ها را کنار بگذارید تا کمی خنک شوند؛ سپس پوست بگیرید.
بعد از آماده شدن یرالماکبابی، سنگک‌ها را به اندازه‌های دلخواه و به‌صورت ساندویچی برش دهید و یرالماکبابی را رو آن قرار داده و روی قسمتی از نان پهن کنید. سپس نمک و فلفل و سبزیجات و ادویه و خیارشور و گوجه‌فرنگی و کره را به دلخواه به آن اضافه کنید. اکنون آماده سرو است.
ضمناً در برخی مواقع به جای پخت یرالما در داخل قابلمه و روی نمک یا قلوه‌سنگ داخل آب آب‌پز کرده سرو می‌کنند.